# Gesloten operator
Een gesloten operator of voluit gesloten lineaire operator is een bijzondere soort lineaire transformatie van een topologische vectorruimte. Deze transformaties worden bestudeerd in de operatorentheorie, een onderdeel van de wiskundige functionaalanalyse. Gesloten operatoren vormen een belangrijk houvast wanneer continuïteit of begrensdheid te strenge eisen blijken.

## Definitie
Laat {\displaystyle V} een topologische vectorruimte zijn, en {\displaystyle D} een lineaire deelruimte van {\displaystyle V}. Een lineaire afbeelding
{\displaystyle T\colon D\to V}
heet gesloten als haar grafiek
{\displaystyle \left\{(x,y)\in V\times V|x\in D,\ T(x)=y\right\}}
een gesloten deelverzameling is van het Cartesisch product {\displaystyle V\times V}, uitgerust met de producttopologie.
Lineaire afbeeldingen tussen topologische vectorruimten worden vaak operatoren genoemd, vandaar de naam gesloten operator.

## Verantwoording
Continue lineaire transformaties van {\displaystyle V} zijn per definitie gesloten.
Minder voor de hand liggend is de stelling van de gesloten grafiek: als {\displaystyle V} een banachruimte is en {\displaystyle T} is een gesloten operator met als domein {\displaystyle D=V} de hele ruimte, dan is {\displaystyle T} continu.

## Sluiting
Laat {\displaystyle T} een willekeurige lineaire afbeelding van {\displaystyle D} naar {\displaystyle V} is, dus niet noodzakelijk gesloten. De topologische sluiting van de grafiek van {\displaystyle T} in {\displaystyle V\times V} kan al dan niet opnieuw de grafiek van een lineaire transformatie {\displaystyle S} vormen: het is niet gegarandeerd dat met elke {\displaystyle x} nog een unieke {\displaystyle S(x)} overeenkomt. Als de sluiting echter de grafiek is van een lineaire transformatie, dan is {\displaystyle S} een gesloten operator en heet {\displaystyle S} de sluiting van {\displaystyle T}. De operator {\displaystyle T} zelf heet afsluitbaar.
Een gesloten operator heeft uiteraard zichzelf als sluiting.
Als {\displaystyle T} een afsluitbare operator is met domein {\displaystyle D}, en {\displaystyle E} is een deelruimte van {\displaystyle D}, dan is de restrictie van {\displaystyle T} tot {\displaystyle E} nog steeds afsluitbaar.  {\displaystyle E} heet een kern van {\displaystyle T} als de sluiting van die restrictie gelijk is aan de sluiting van {\displaystyle E} zelf.

## Voorbeeld
Beschouw de banachruimte {\displaystyle {\mathcal {C}}[0,1]} der continue complexwaardige functies op het gesloten eenheidsinterval, met als norm het maximum van de absolute waarde.
Differentiëren van een functie is een lineaire bewerking, maar deze bewerking kan niet zinvol gedefinieerd worden als een continue lineaire transformatie van de hele ruimte {\displaystyle {\mathcal {C}}[0,1]}.
Beschouw de deelruimte {\displaystyle D={\mathcal {C}}^{1}[0,1]} der continu differentieerbare complexwaardige functies op het gesloten eenheidsinterval. De operator {\displaystyle T} die met elke functie in {\displaystyle D} haar afgeleide associeert, is een gesloten operator in {\displaystyle {\mathcal {C}}[0,1]}.
De kleinere deelruimte {\displaystyle {\mathcal {C}}^{\infty }[0,1]} (onbeperkt continu differentieerbare functies) vormt een kern voor {\displaystyle T}. Ook de nog kleinere deelruimte der veeltermfuncties is een kern.
De operator {\displaystyle T} heeft de bijkomende interessante eigenschap dat hij dicht gedefinieerd is, dat wil zeggen dat zijn domein topologisch dicht is in {\displaystyle {\mathcal {C}}[0,1]}.